# Casale Monferrato
Casale Monferrato là một đô thị thuộc tỉnh Alessandria.
Đô thị này có diện tích 86,32  km², dân số là 36.058 người.
Đô thị này có cự ly khoảng 60 km về phía đông Torino bên hữu ngạn sông Po nơi sông này chảy dưới chân đồi Montferrato.